# Mitsui Fudosan
Mitsui Fudosan Co., Ltd. (яп. 三井不動産株式会社 мицуи фудо:сан кабусики-гайся) — крупная японская строительная и риелторская компания, входит в TOPIX Core 30, часть конгломерата Mitsui Group. В списке крупнейших публичных компаний мира Forbes Global 2000 за 2016 год Mitsui Fudosan заняла 382-е место, в том числе 683-е по обороту, 613-е по чистой прибыли, 575-е по активам и 402-е по рыночной капитализации.

## История
Компания создана в 1914 году как подразделение Mitsui Company. В 1929 году завершила строительство здания главного офиса компании Mitsui. В 1941 году компания получила самостоятельность, а в 1949 году её акции стали котироваться на Токийской фондовой бирже. В 1960-е годы включилась в строительство жилых домов и продажу кондоминиумы. В 1968 году компания построила Kasumigaseki Building — первый небоскрёб в Японии.